# Gastrotheca plumbea
La rana marsupial bromelícola (Gastrotheca plumbea) es una especie de anfibios de la familia Amphignathodontidae.
Es endémica de Ecuador.
Su hábitat natural incluye montanos tropicales o subtropicales secos, tundra y zonas previamente boscosas ahora muy degradadas.
Está amenazada de extinción por la pérdida de su hábitat natural.